# Alcubilla de Aguas de la Trinidad
La alcubilla de Aguas de la Trinidad, también conocida como alcubilla de Martiricos, es un antiguo depósito de agua de finales del siglo XVII ubicado en el barrio histórico de La Trinidad, en la ciudad de Málaga.

## Descripción
La alcubilla se encuentra en la margen derecha del río Guadalmedina, integrada en los jardines de Madre Petra, junto al colegio de San José de la Montaña, en la avenida del Doctor Gálvez Ginachero. 
En este depósito se almacenaba el agua con el fin de que adquiriera presión y así poder canalizarla mediante sifón al otro lado del río, para conducirla luego hasta un arca situada en la plaza de Montaño, desde donde se distribuía al centro de la ciudad. Debió tener una alcubilla gemela al otro lado del río Guadalmedina, hoy desaparecida.
El edificio tiene planta cuadrada y dos cuerpos en vertical. El cuerpo superior cuenta con vanos semicirculares, mientras que el inferior posee solo unas estrechas aberturas verticales. Los cuatro frentes están decorados con pilastras y cubiertos de un revestimiento rojizo. Durante una rehabilitación realizada en 2017, se descubrió un tercer cuerpo enterrado bajo el actual nivel del suelo.
El tejado se dispone a cuatro aguas y se cierra con tejas tradicionales de dos colores. El edificio está rematado en su parte superior con una veleta metálica.

## Historia
Se trata de un depósito de agua cuya traza actual data del año 1690, según se indica en una placa situada en su fachada sur.
El agua que alimentaba la alcubilla procedía del desaparecido acueducto del Almendral del Rey (1532-1556). El acueducto estuvo en funcionamiento desde mediados del siglo XVI hasta principios del siglo XX. Este sistema de abastecimiento de agua era conocido como Aguas de la Trinidad.
En los años sesenta se embelleció el entorno con un jardín y se le adosó una fuente pilón. La alcubilla fue rehabilitada en el año 2017, eliminando la fuente y respetando el revestimiento rojizo que se le aplicó en el siglo XIX, posiblemente con motivo de la visita a Málaga de la reina Isabel II en 1862. La rehabilitación permitió descubrir un paramento anterior que simulaba sillares, del que se dejó un testigo en su fachada oeste.